# Château Margaux
Château Margaux é um vinho francês, considerado um dos melhores do mundo e também um dos mais caros. Este exclusivo vinho é fabricado na região de Bordeaux, na França e, dentre os vinhos dessa área, está no grupo dos mais requintados, conhecidos como grand cru premier classé.
O proporção das uvas que formam o Château Margaux é, aproximadamente: 75% Cabernet Sauvignon, 20% Merlot, 3% Petit Verdot e 2% Cabernet Franc.